# Octobre 1881

## Événements
- L'homme d’État japonais Itagaki Taisuke fonde le Jiyuto, parti libéral, qui réclame l’extension des droits civique, l’égalité de tous devant la loi et un régime constitutionnel.
- Eliezer Ben-Yehuda s'installe à Jérusalem et renouvelle l'usage de l'hébreu.

- 27 octobre : recul des conservateurs aux législatives en Allemagne. Les trois partis conservateurs perdent 10 % au profit des progressistes et des libéraux. Le Centre devient le premier parti tandis que la social-démocratie gagne des sièges. Affaiblissement du parti national-libéral (17 % des voix au Reichstag). Le parti progressiste (Fortschristtspartei), adversaire de Bismarck, obtient le même score.

## Naissances
- 4 octobre : André Salmon, écrivain français.
- 11 octobre : Hans Kelsen, juriste américain d'origine autrichienne († 1973).
- 15 octobre : Pelham Grenville Wodehouse, écrivain et humoriste britannique.
- 23 octobre : Al Christie, réalisateur au cinéma.
- 25 octobre : Pablo Picasso, peintre espagnol († 8 avril 1973).
- 26 octobre : Louis Bastien, coureur cycliste et escrimeur français († 13 août 1963).
- 29 octobre : Michael O'Neill, écrivain irlandais († 1926).